# Pseudochromis kolythrus
Pseudochromis kolythrus är en fiskart som beskrevs av Gill och Winterbottom, 1993. Pseudochromis kolythrus ingår i släktet Pseudochromis och familjen Pseudochromidae. Inga underarter finns listade i Catalogue of Life.